# کاخ سن مارتین
کاخ سن مارتین (به انگلیسی: San Martín Palace) در نزدیکی میدان سن مارتین در محله رتیرو بوئنوس آیرس آرژانتین قرار دارد و به عنوان ستاد تشریفات مرکزی برای وزارت امور خارجی فعالیت می‌کند.

## پیشینه بنا[۲]

### سبک معماری
کاخ به سبک مدرسه هنرهای زیبا یا سبک بوزار در سال ۱۹۰۵ توسط معمار آلخاندرو کرستوفرسن برای مرسدس کاستلانوس دو آنچوراطراحی شد.

### تاریخ تکمیل و بهره‌برداری
این ساختمان در سال ۱۹۰۹ به پایان رسید و در سال ۱۹۳۶ توسط دولت آرژانتین به دست آمد و مقر وزارت امورخارجی شد. مقر جدید در سال ۱۹۹۳ تکمیل شد.

### کاربری کنونی
در حال حاضر این کاخ به عنوان مقر برگزاری مراسم وزارت امور خارجه فعالیت می‌کند.

### آثار کنونی در کاخ
این کاخ شامل آثار هنری بسیاری از هنرمندان آرژانتینی و آمریکایی از قرن بیستم از جمله آنتونیو برنی، لینو اینی اپیلیمبرگ، پابلو کوراتلا پانز، و روبرتو ماتا است

## گالری تصاویری از کاخ

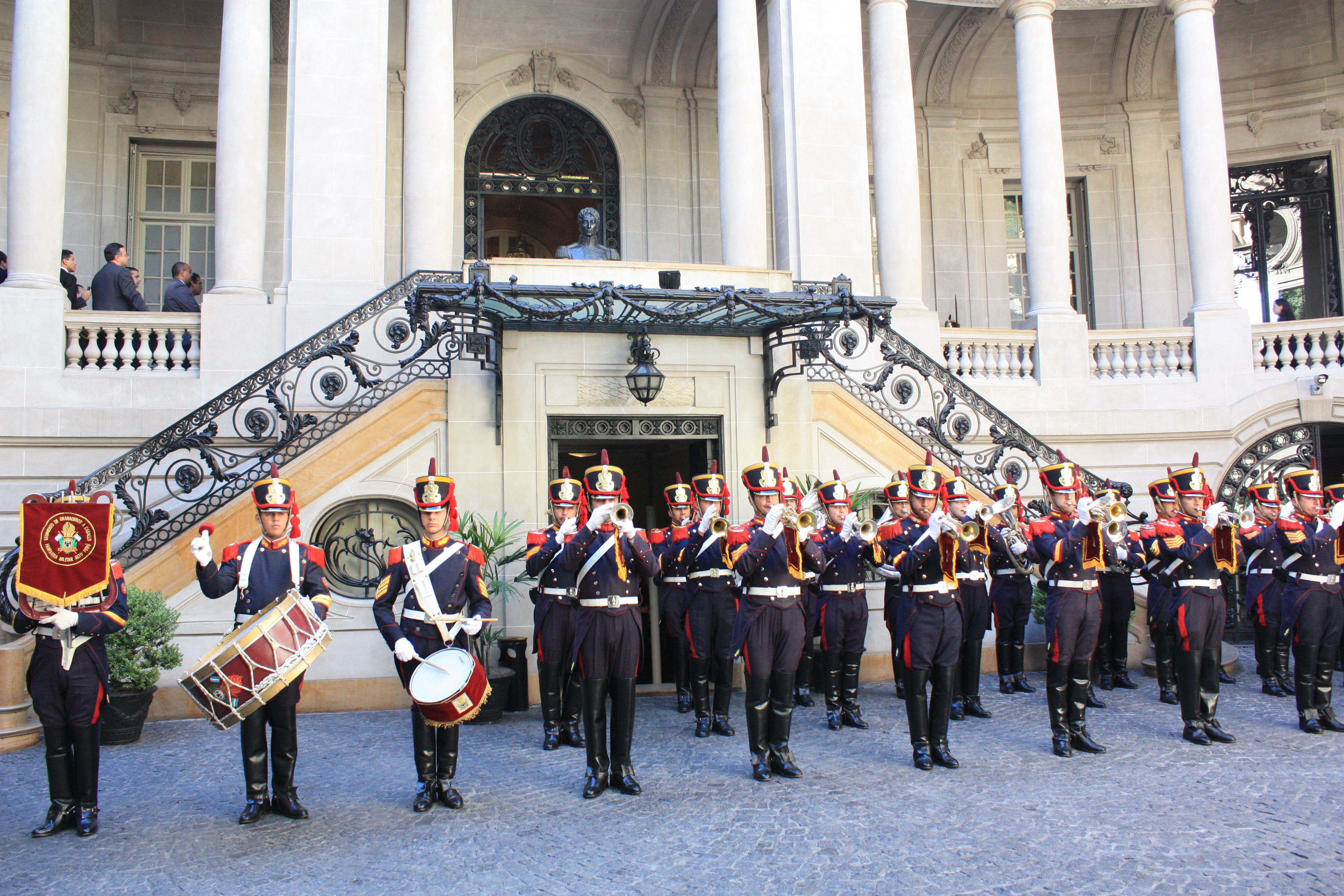
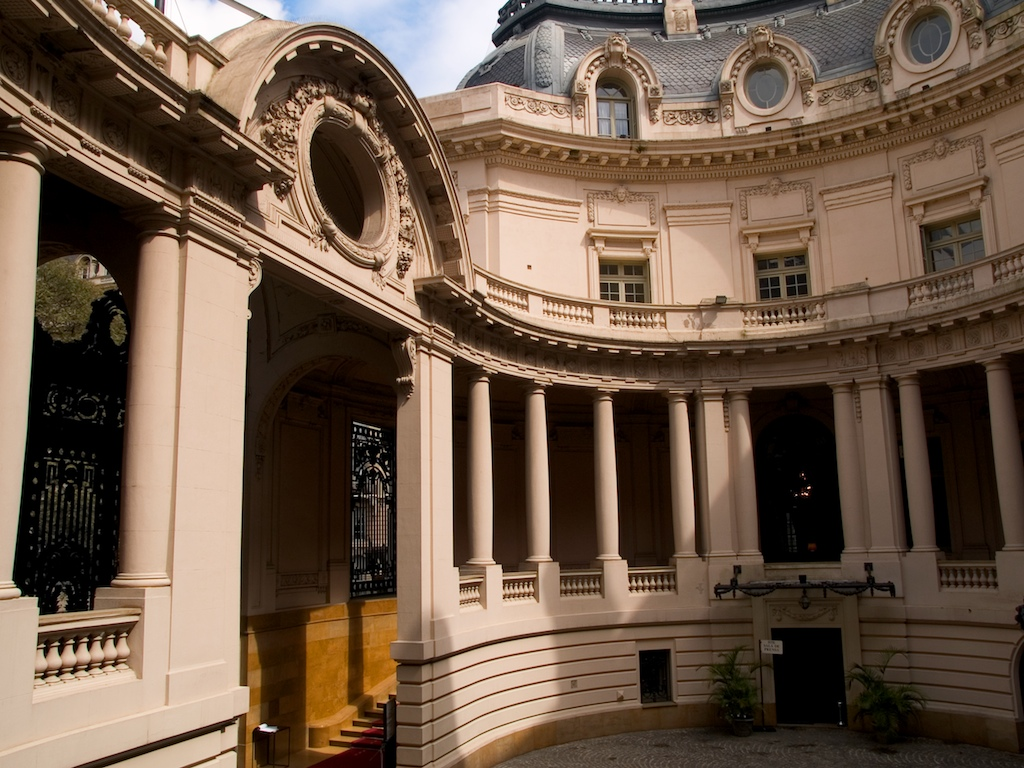
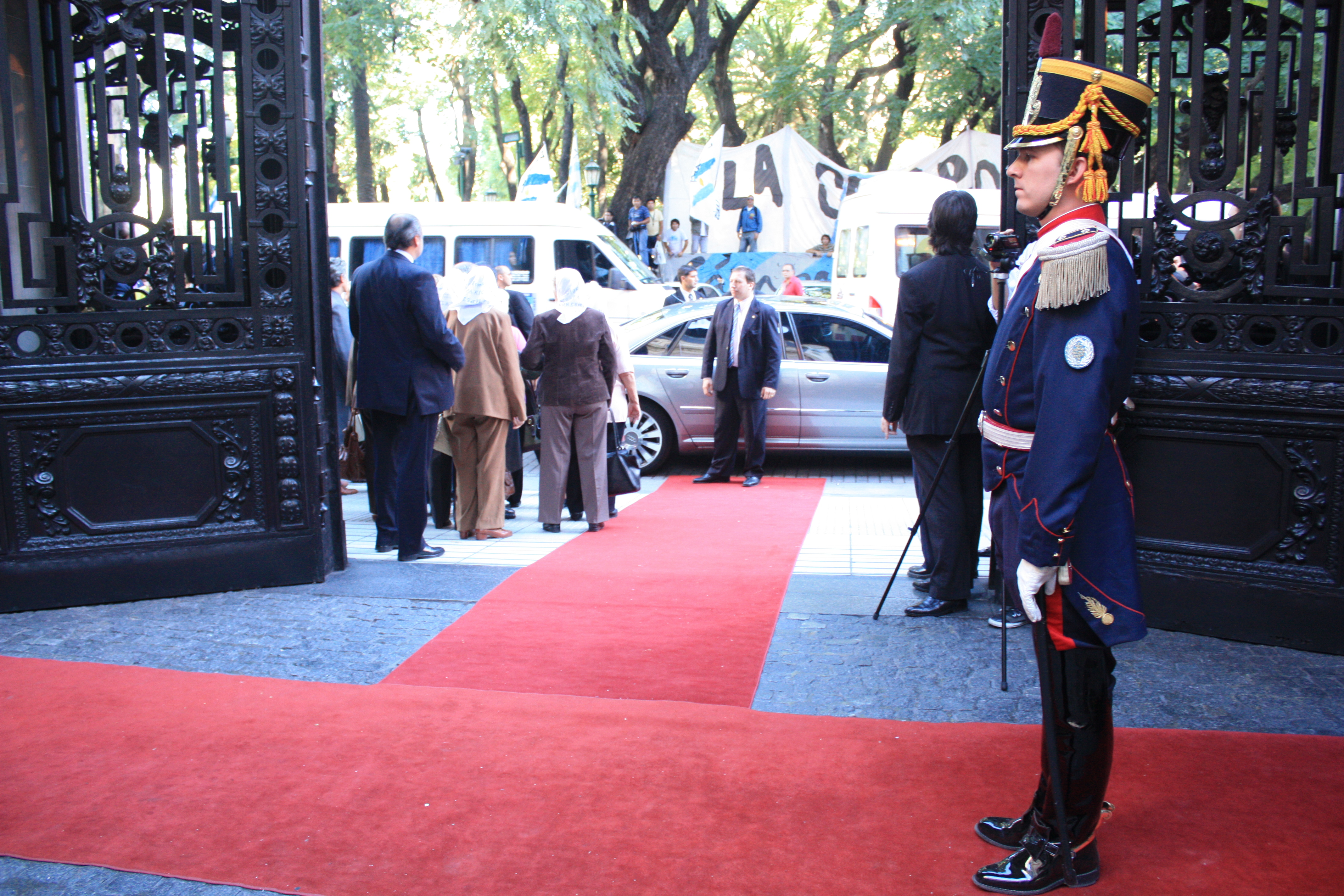
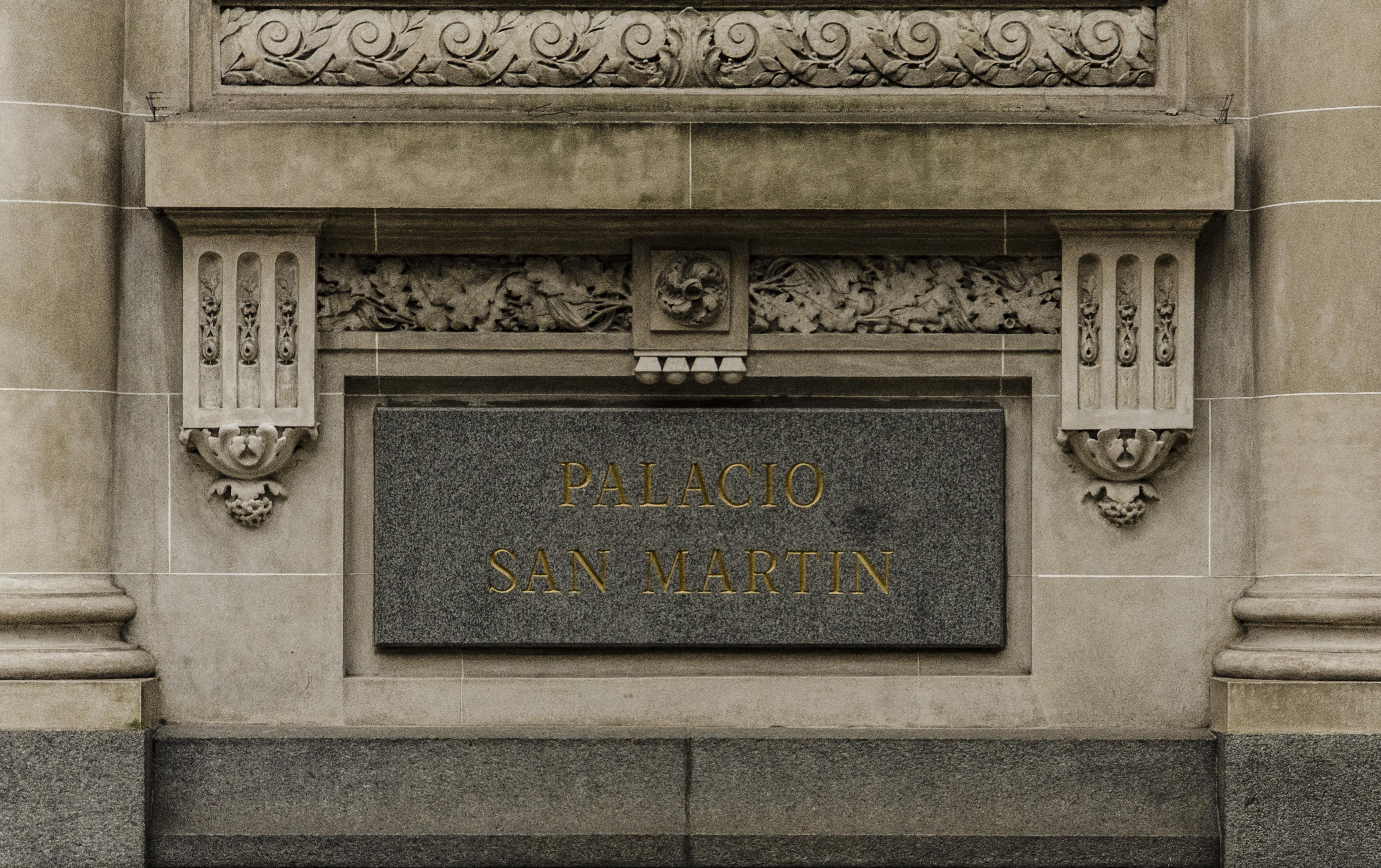
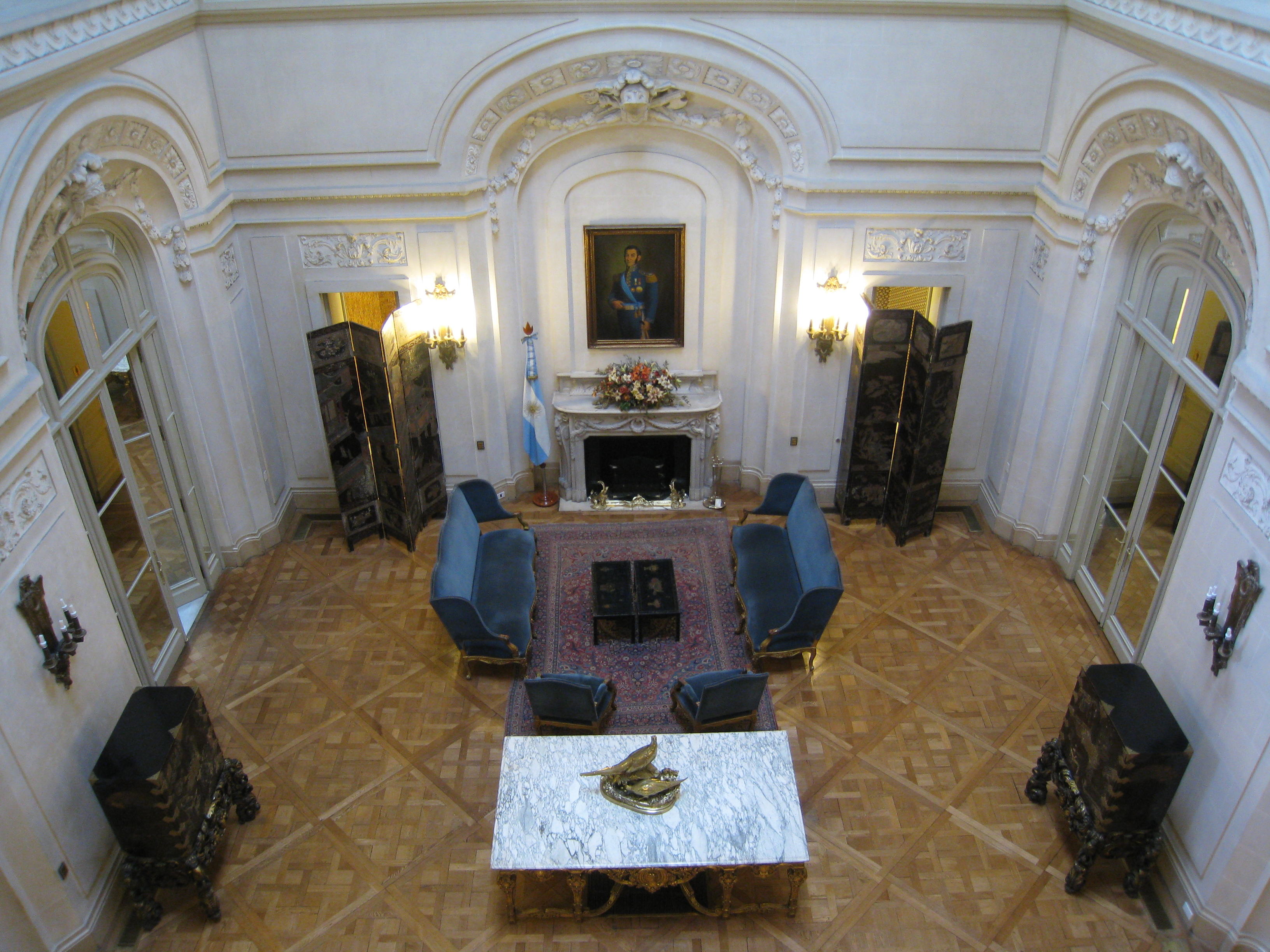
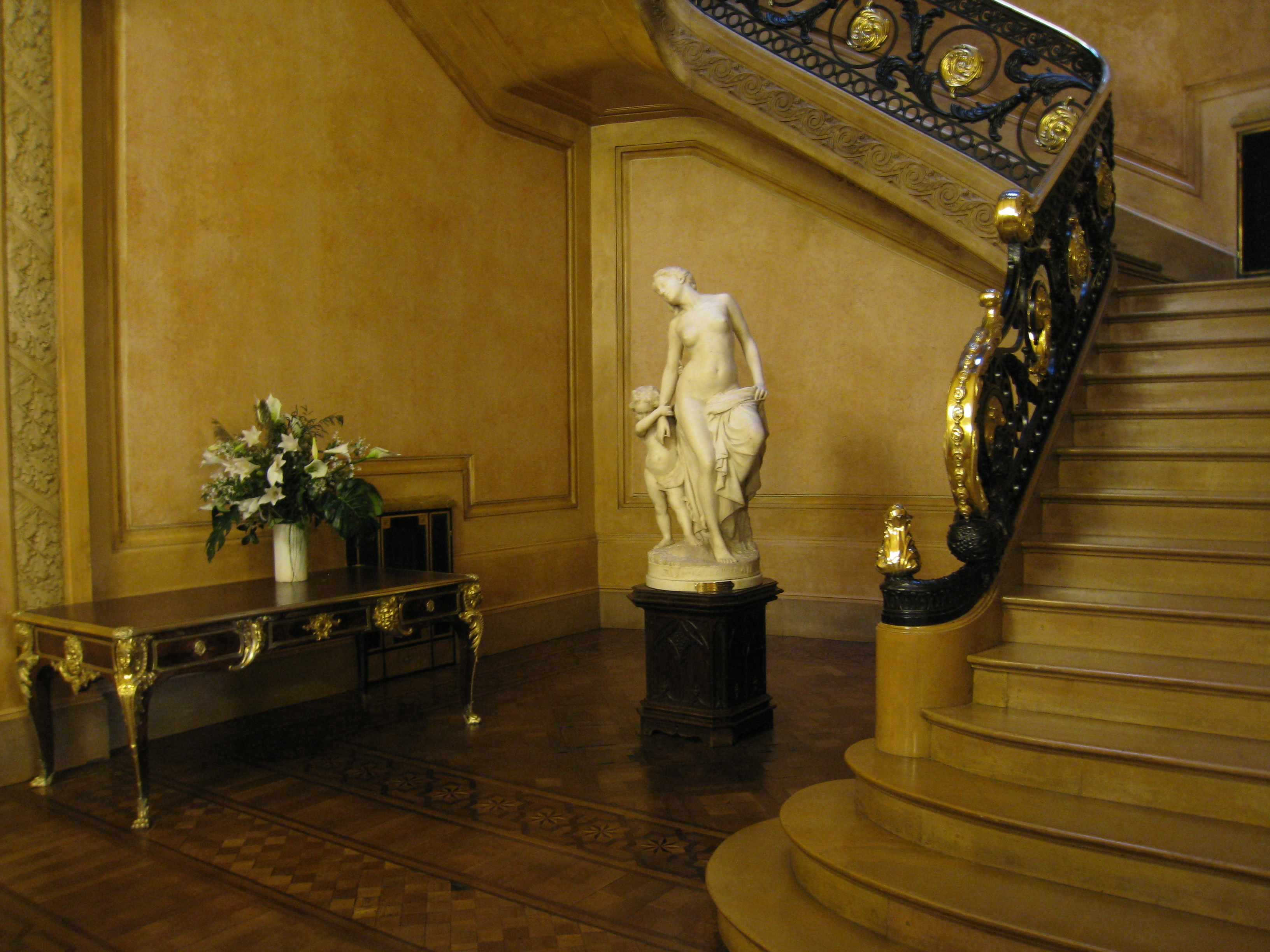
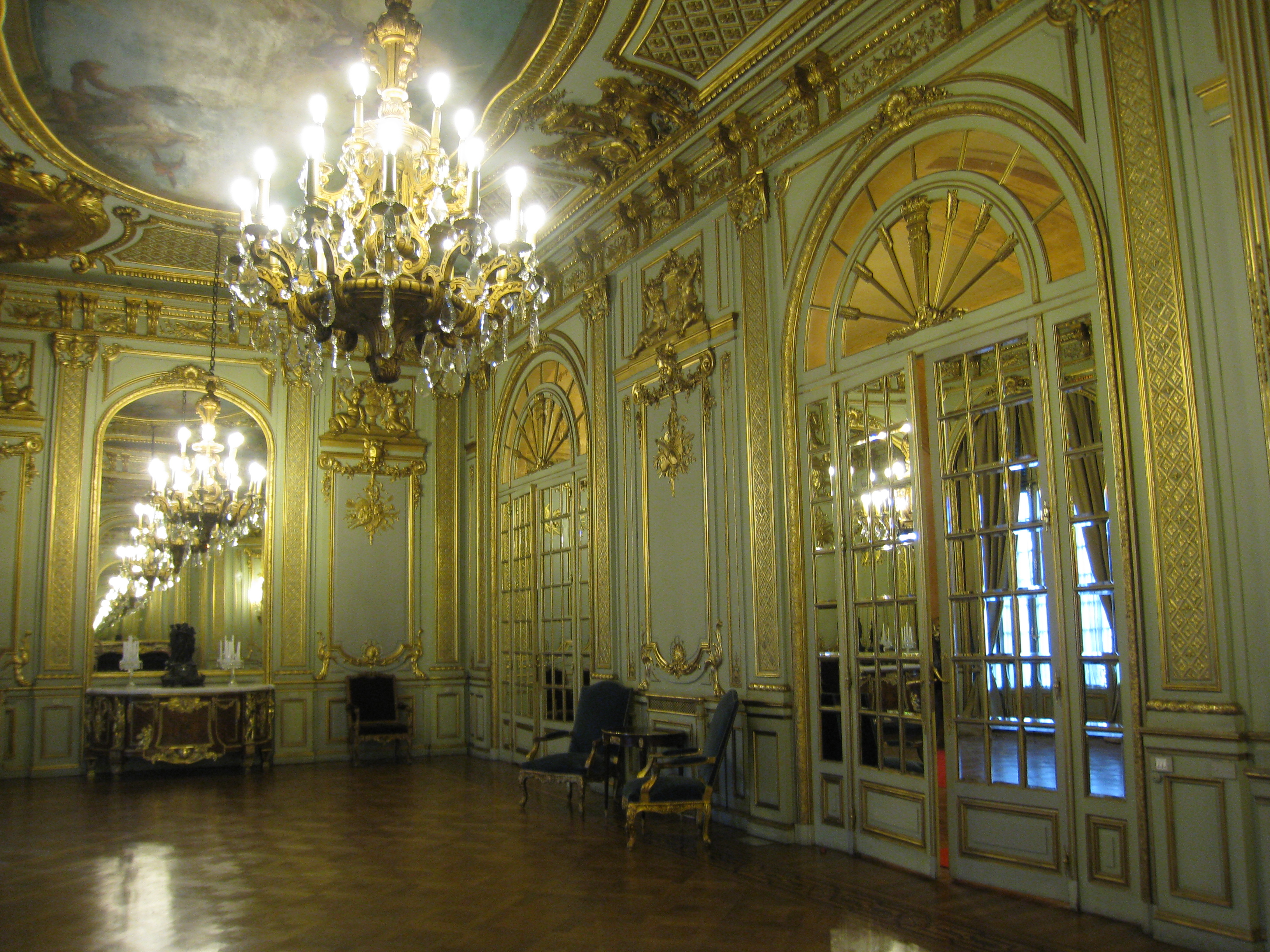
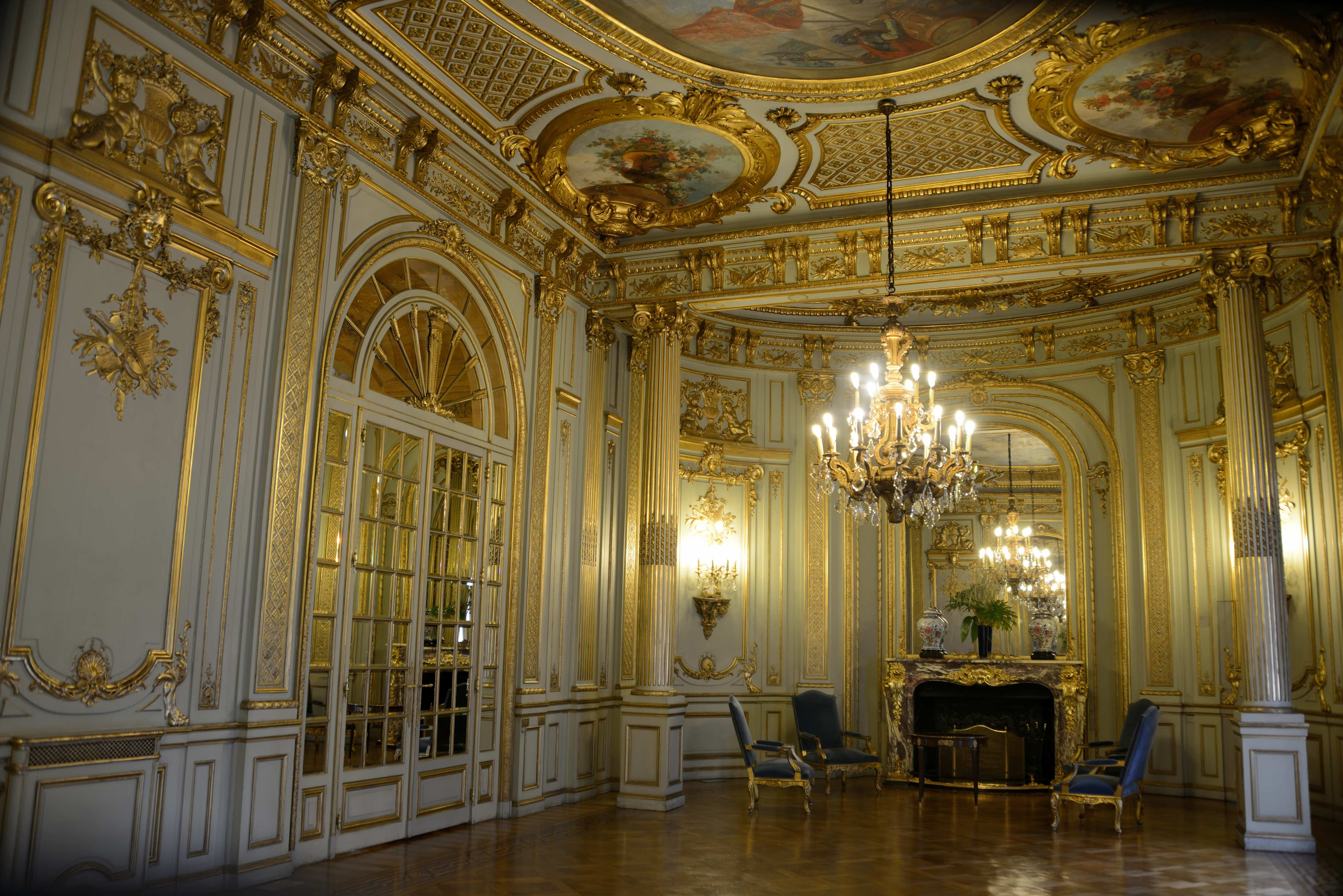